# Principio de caridad
En filosofía y retórica, el principio de caridad demanda que las declaraciones del interlocutor sean interpretadas como racionales y, en caso de disputa, que se considere su interpretación más sólida. En su sentido más estricto, el objetivo de este principio metodológico es evitar atribuir irracionalidad, falacias lógicas o falsedades a las declaraciones de los demás, cuando es posible realizar una interpretación coherente y racional de las mismas. Según Simon Blackburn «limita al intérprete a maximizar la verdad o racionalidad en los dichos de la otra persona».

Neil L. Wilson le puso nombre a este principio en 1958–59. Su principal área de aplicación, según Wilson, consistía en determinar el referente de un nombre propio:
¿Cómo deberíamos encarar el descubrimiento del significado que otorga una persona a un nombre dado? […] Supongamos que alguien (a quien llamaré Carlos) realiza las siguientes cinco afirmaciones que contienen el nombre "César." […]

1. César conquistó Galia. (Gc)
2. César cruzó el Rubicón. (Rc)
3. César fue asesinado en los idus de marzo. (Mc)
4. César era adicto al uso del ablativo absoluto. (Ac)
5. César estuvo casado con Boudica. (Bc)

[…] Actuamos entonces sobre lo que podría llamarse el Principio de Caridad. Seleccionamos como designatum al individuo que hace verdaderas la mayor cantidad de afirmaciones de Carlos. […]  Podríamos decir que el designatum es aquel individuo que más satisface las matrices de afirmaciones conteniendo la palabra César que cualquier otro individuo.
Willard Van Orman Quine y Donald Davidson proporcionan otras formulaciones del principio de caridad. Davidson a veces se refiere a éste como el principio de acomodación racional. Lo resume de la siguiente manera: Comprendemos al máximo las palabras y pensamientos de otros cuando interpretamos en una forma que optimice el acuerdo. El principio puede ser invocado para comprender los enunciados de un hablante cuando uno no está seguro de su significado. En particular, Quine usa el principio en este último sentido, más amplio.
Desde los tiempos de Quine et al., otros filósofos han formulado al menos cuatro versiones distintas del principio de caridad. Estas alternativas pueden entrar en contradicción entre sí, así que el principio a usar puede depender del objetivo de la conversación. Los cuatro principios son:
1. Los demás usan las palabras de manera normal, ordinaria;
2. Los demás hacen declaraciones verdaderas;
3. Los demás presentan argumentos válidos;
4. Los demás dicen algo interesante.

Un principio relacionado es el principio de humanidad, que declara que debemos suponer que las creencias y los deseos del otro hablante están conectados entre sí y a la realidad de alguna manera, y atribuirle a esta persona "las actitudes proposicionales que se supone que uno mismo debería tener en esas circunstancias" (Daniel Dennett, "Examen de mitad de curso," en La Actitud Intencional, p. 343).